# Debrzno (gmina)
Debrzno – gmina miejsko-wiejska w województwie pomorskim, w powiecie człuchowskim. W latach 1975–1998 gmina położona była w województwie słupskim.
W skład gminy wchodzi 14 sołectw: Boboszewo, Buka, Cierznie, Drozdowo, Grzymisław, Myśligoszcz, Nowe Gronowo, Prusinowo, Rozwory, Skowarnki, Słupia, Stare Gronowo, Strzeczona, Uniechów
Siedziba gminy to Debrzno.
Według danych z 30 czerwca 2004 gminę zamieszkiwało 9307 osób. Natomiast według danych z 31 grudnia 2019 roku gminę zamieszkiwały 8984 osoby.

## Struktura powierzchni
Według danych z roku 2002 gmina Debrzno ma obszar 224,17 km², w tym:
- użytki rolne: 65%
- użytki leśne: 25%

Gmina stanowi 14,24% powierzchni powiatu.

## Demografia
Tab. 1. Dane demograficzne z 31 grudnia 2017 roku:
| Opis                              | Ogółem | Ogółem | Kobiety | Kobiety | Mężczyźni | Mężczyźni |
| --------------------------------- | ------ | ------ | ------- | ------- | --------- | --------- |
| jednostka                         | osób   | %      | osób    | %       | osób      | %         |
| populacja                         | 9 088  | 100    | 4 605   | 50,7    | 4 483     | 49,3      |
| gęstość zaludnienia (mieszk./km²) | 41     | 41     | 21      | 21      | 20        | 20        |

## Miejscowości

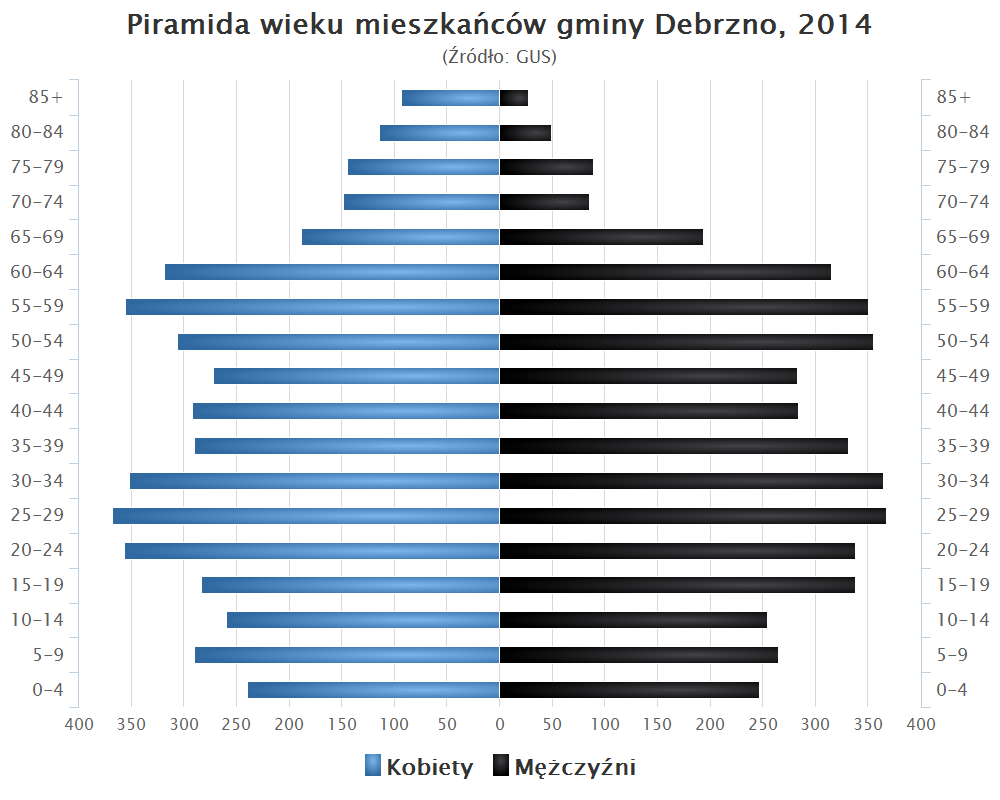
Piramida wieku mieszkańców gminy Debrzno w 2014 roku

| Tab. 2. Miejscowości podstawowe oraz ich integralne części w administracji gminy Debrzno - obszar wiejski                                                                                 | Tab. 2. Miejscowości podstawowe oraz ich integralne części w administracji gminy Debrzno - obszar wiejski | Tab. 2. Miejscowości podstawowe oraz ich integralne części w administracji gminy Debrzno - obszar wiejski | Tab. 2. Miejscowości podstawowe oraz ich integralne części w administracji gminy Debrzno - obszar wiejski | Tab. 2. Miejscowości podstawowe oraz ich integralne części w administracji gminy Debrzno - obszar wiejski |
| Identyfikator SIMC | Nazwa miejscowości                                                                                        | Rodzaj miejscowości                                                                                       | Miejscowość podstawowa                                                                                    | Położenie geograficzne                                                                                    |
| --- | --- | --- | --- | --- |
| 0743563 | Kostrzyca                                                                                                 | część kolonii                                                                                             | Bolesławowo                                                                                               | 53°33′34″N 17°14′49″E/53,559444 17,246944                                                                 |
| 0743570 | Smug | część kolonii                                                                                             | Bolesławowo                                                                                               | 53°33′18″N 17°15′41″E/53,555000 17,261389                                                                 |
| 0743586 | Strzeszyn                                                                                                 | część kolonii                                                                                             | Bolesławowo                                                                                               | 53°32′54″N 17°16′35″E/53,548333 17,276389                                                                 |
| 0743853 | Poręba | część wsi                                                                                                 | Stare Gronowo                                                                                             | 53°32′23″N 17°20′08″E/53,539722 17,335556                                                                 |
| 0743557 | Bolesławowo                                                                                               | kolonia                                                                                                   | Bolesławowo                                                                                               | 53°33′40″N 17°14′57″E/53,561111 17,249167                                                                 |
| 1014300 | Gronowski Młyn                                                                                            | kolonia                                                                                                   | Stare Gronowo                                                                                             | 53°33′20″N 17°24′55″E/53,555556 17,415278                                                                 |
| 0743735 | Grzymisław                                                                                                | kolonia                                                                                                   | Rozdoły                                                                                                   | 53°33′19″N 17°12′27″E/53,555278 17,207500                                                                 |
| 0743681 | Służewo                                                                                                   | kolonia                                                                                                   | Myśligoszcz                                                                                               | 53°33′58″N 17°19′38″E/53,566111 17,327222                                                                 |
| 0977338 | Debrzno                                                                                                   | miasto | 53°32′12″N 17°14′07″E/53,536667 17,235278                                                                 | |
| 0743540 | Boboszewo                                                                                                 | osada | Boboszewo                                                                                                 | 53°33′07″N 17°17′37″E/53,551944 17,293611                                                                 |
| 1014292 | Borówno-Folwark                                                                                           | osada | Uniechów                                                                                                  | 53°35′33″N 17°06′37″E/53,592500 17,110278                                                                 |
| 0743592 | Buchowo                                                                                                   | osada | Buchowo                                                                                                   | 53°34′50″N 17°12′05″E/53,580556 17,201389                                                                 |
| 0743623 | Buszkowo                                                                                                  | osada | Cierznie                                                                                                  | 53°33′37″N 17°01′55″E/53,560278 17,031944                                                                 |
| 0743787 | Główna | osada | Rozwory                                                                                                   | 53°32′56″N 17°06′37″E/53,548889 17,110278                                                                 |
| 0743652 | Gniewno                                                                                                   | osada | Gniewno                                                                                                   | 53°32′30″N 17°09′40″E/53,541667 17,161111                                                                 |
| 0743741 | Jeleniec                                                                                                  | osada | Rozdoły                                                                                                   | 53°33′40″N 17°09′00″E/53,561111 17,150000                                                                 |
| 0743669 | Miłachowo                                                                                                 | osada | Gniewno                                                                                                   | 53°32′35″N 17°12′21″E/53,543056 17,205833                                                                 |
| 0743630 | Nierybie                                                                                                  | osada | Cierznie                                                                                                  | 53°33′52″N 17°04′44″E/53,564444 17,078889                                                                 |
| 0743712 | Ostrza | osada | Prusinowo                                                                                                 | 53°32′39″N 17°01′06″E/53,544167 17,018333                                                                 |
| 0743824 | Pokrzywy                                                                                                  | osada | Skowarnki                                                                                                 | 53°36′30″N 17°07′08″E/53,608333 17,118889                                                                 |
| 0743729 | Rozdoły                                                                                                   | osada | Rozdoły                                                                                                   | 53°32′59″N 17°08′58″E/53,549722 17,149444                                                                 |
| 0743818 | Skowarnki                                                                                                 | osada | Skowarnki                                                                                                 | 53°36′02″N 17°04′40″E/53,600556 17,077778                                                                 |
| 0743764 | Stanisławka                                                                                               | osada | Rozdoły                                                                                                   | 53°32′56″N 17°10′37″E/53,548889 17,176944                                                                 |
| 0743899 | Uniechówek                                                                                                | osada | Uniechówek                                                                                                | 53°35′02″N 17°06′48″E/53,583889 17,113333                                                                 |
| 0743758 | Przypólsko                                                                                                | osada leśna                                                                                               | Rozdoły                                                                                                   | 53°33′06″N 17°09′38″E/53,551667 17,160556                                                                 |
| 0743876 | Kamień | przysiółek wsi                                                                                            | Strzeczona                                                                                                | 53°36′11″N 17°13′02″E/53,603056 17,217222                                                                 |
| 0743793 | Pędziszewo                                                                                                | przysiółek wsi                                                                                            | Rozwory                                                                                                   | 53°34′13″N 17°07′36″E/53,570278 17,126667                                                                 |
| 0743801 | Strzeczonka                                                                                               | przysiółek wsi                                                                                            | Rozwory                                                                                                   | 53°34′42″N 17°08′41″E/53,578333 17,144722                                                                 |
| 0743600 | Buka | wieś | | 53°30′47″N 17°20′59″E/53,513056 17,349722                                                                 |
| 0743617 | Cierznie                                                                                                  | wieś | | 53°34′22″N 17°04′31″E/53,572778 17,075278                                                                 |
| 0743646 | Drozdowo                                                                                                  | wieś | | 53°31′34″N 17°19′21″E/53,526111 17,322500                                                                 |
| 0743675 | Myśligoszcz                                                                                               | wieś | | 53°34′00″N 17°17′57″E/53,566667 17,299167                                                                 |
| 0743698 | Nowe Gronowo                                                                                              | wieś | | 53°33′41″N 17°20′41″E/53,561389 17,344722                                                                 |
| 0743706 | Prusinowo                                                                                                 | wieś | | 53°31′56″N 17°03′17″E/53,532222 17,054722                                                                 |
| 0743770 | Rozwory                                                                                                   | wieś | | 53°32′58″N 17°05′41″E/53,549444 17,094722                                                                 |
| 0743830 | Słupia | wieś | | 53°35′06″N 17°16′46″E/53,585000 17,279444                                                                 |
| 0743847 | Stare Gronowo                                                                                             | wieś | | 53°32′25″N 17°22′44″E/53,540278 17,378889                                                                 |
| 0743860 | Strzeczona                                                                                                | wieś | | 53°34′34″N 17°13′15″E/53,576111 17,220833                                                                 |
| 0743882 | Uniechów                                                                                                  | wieś | | 53°35′53″N 17°07′57″E/53,598056 17,132500                                                                 |
| Źródła: Wykaz urzędowych nazw miejscowości i ich części (xls),Dz.U. z 2013 r. poz. 200 oraz Dz.U. z 2015 r. poz. 1636, Zbiory danych państwowego rejestru nazw geograficznych -2025-06-15 | | | | |

## Ochrona przyrody
- Rezerwat przyrody Miłachowo

## Zaprzyjaźnione miasta
Weinbach Niemcy

## Sąsiednie gminy
Czarne, Człuchów, Kamień Krajeński, Lipka, Okonek, Sępólno Krajeńskie